# Ducie
Ducie, alter Name: La Encarnación oder Incarnacion, ist ein zur britischen Inselgruppe der Pitcairninseln gehörendes unbewohntes, sandiges Atoll, etwa 540 Kilometer östlich von Pitcairn bei 24° 41′ Süd und 124° 47′ West im Pazifik gelegen. Es ist das südlichste Atoll im Pazifik.

## Geographie

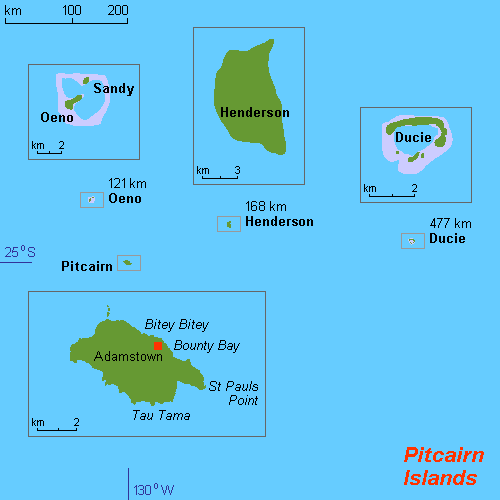
Lage von Ducie innerhalb der Pitcairninseln

Ducie wird aus den Riffinseln (Motu) Acadia Island, Westward Island, Pandora Island und Edwards Island gebildet. Sie haben eine Fläche von zusammen 0,7 Quadratkilometern. Die gesamte Fläche des Atolls, das sich nur wenig über den Meeresspiegel erhebt, beträgt einschließlich der Lagune 3,9 Quadratkilometer.
Die halbmondförmige, etwa 3,5 Kilometer lange Hauptinsel Acadia Island ist benannt nach dem britischen Dreimaster Acadia, der am 5. Juni 1881 mit einer Ladung Weizen hier Schiffbruch erlitt. Mit den offenen Beibooten ruderten die Überlebenden – mit einem Zwischenhalt auf dem ebenfalls unbewohnten Henderson – 13 Tage bis nach Pitcairn, wo sie schließlich gerettet werden konnten. Der Anker der Acadia wurde im März 1990 von Tauchern der World Discoverer gehoben und zusammen mit einer Erinnerungsplakette anlässlich des zweihundertsten Jahrestages der Besiedlung von Pitcairn vor dem Generatorhaus aufgestellt.

## Flora
Die Vegetation besteht aus nur zwei niedrig wachsenden Pflanzenarten:
- Pemphis acidula, ein kleinwüchsiger Baum mit einem rötlichen, harten Holz, kleinen Blättern und kleinen, weißen Blüten
- Argusia argentea (Synonyme: Tournefortia argentea, jetzt Heliotropium arboreum), ein kompakter, bis zu sechs Meter hoher Baum, der zu den Heliotropen (eine Unterfamilie der Raublattgewächse) zählt. Die spitz-ovalen, glänzenden Blätter wachsen in Büscheln an den Enden der Zweige. Die salztolerante Pflanze mit kleinen, weißen und stark duftenden Blüten bildet auf der Insel einen monospezifischen Wald.[2]

## Fauna
Die Fauna von Ducie ist wegen der beschränkten Landfläche, der isolierten Lage und der geringen Biodiversität der Flora artenarm. Bekannt und beschrieben sind lediglich 15 Spezies von Insekten, dazu eine Zecke, sechs Arten von Spinnen, eine Assel und ein Flohkrebs. Unter den landlebenden Weichtieren sind lediglich zwei Arten von Schnecken bekannt: Melampus flavus und eine Pacificella-Art.
Auf Ducie brüten 14 verschiedene Seevogelarten. Ducie ist die weltweit größte Brutkolonie des Murphy-Sturmvogels (Pterodroma ultima), zwischen Januar und August nisten hier über 250.000 Vögel.
Die bis zu 15 Meter tiefe, mit vielen Korallenriffen durchsetzte Lagune hat eine artenreiche Unterwasserflora. Die umfangreichsten Populationen von Meereslebewesen finden sich jedoch in den Strömungskanälen (Hoa) zwischen den Inseln, insbesondere in der 100 Meter breiten und bis zu 80 Meter tiefen Passage zwischen Westward und Pandora-Insel. Der Weißspitzen-Riffhai (Triaenodon obesus) ist in der Umgebung von Ducie häufig.

## Geschichte

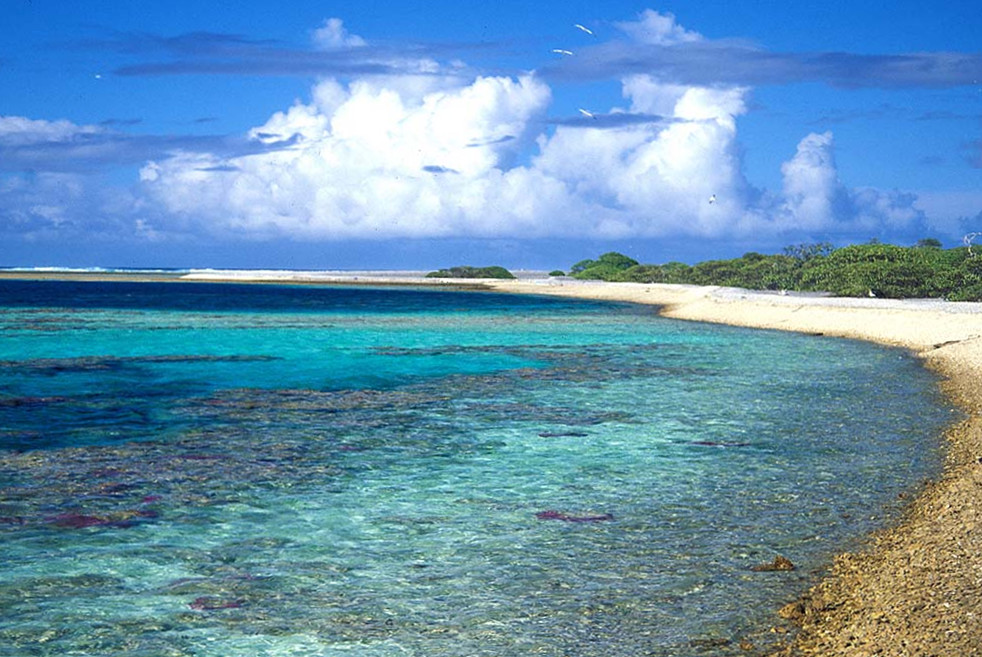
Ducie (Acadia Island)

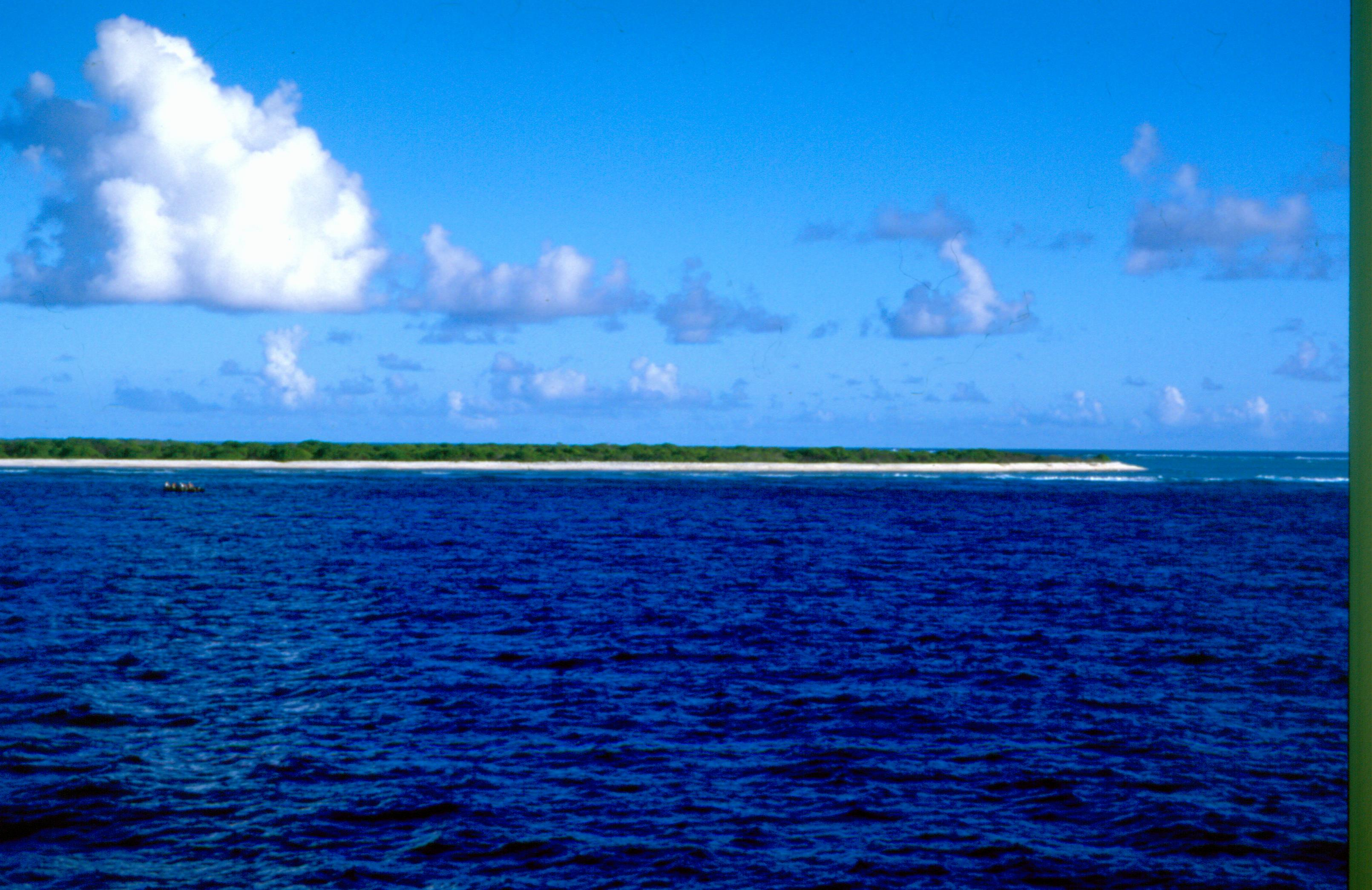
Ducie; Westspitze von Acadia Island

Offenbar war die Insel niemals dauerhaft von Menschen besiedelt, dies dürfte wegen des völligen Fehlens von Süßwasserquellen auch kaum möglich gewesen sein. Das Vorkommen der Pazifischen Ratte (Rattus exulans), die von den polynesischen Seefahrern als Nahrungstier mitgeführt und verbreitet wurde, belegt jedoch zumindest die zeitweilige Anwesenheit von Polynesiern.
Ducie wurde am 26. Januar 1606 von dem portugiesischen Seefahrer Pedro Fernández de Quirós entdeckt. Es war die erste Insel, die Quirós nach seiner Abfahrt von Callao am 21. Dezember 1605 sichtete. Er nannte das Atoll zunächst „Luna Puesta“ (Monduntergang), in seinem Memorandum von 1609 an König Philipp III. änderte er jedoch den Namen in das christliche „La Encarnación“ (Menschwerdung).
Ihren heutigen Namen erhielt die Inselgruppe von Kapitän Edward Edwards von der Fregatte HMS Pandora, die ausgesandt worden war, um nach den Meuterern der Bounty zu suchen. Die Pandora erreichte Ducie am 16. März 1791, aber Edwards ging – wie bereits Quirós vor ihm – nicht an Land. Er benannte das Atoll nach dem Earl of Ducie, der den Peers of the United Kingdom angehörte. Edwards war von der Adelsfamilie protegiert worden.
Während seiner Expedition in den Pazifik und in das arktische Nordamerika besuchte der britische Forscher Frederick William Beechey die Inseln Pitcairn und Henderson und erreichte Ducie am 28. November 1825. Er landete nicht, sandte aber ein Beiboot für Lotungen aus. Seine Messungen waren die Basis für die erste Karte der Insel (British Admiralty Chart No. 1176). Für mehr als 100 Jahre sollte dies die einzige Karte von Ducie sein.

„Ducie’s Insel ist eine Korallen-Formation von ovaler Form mit einer Lagune oder einem See in der Mitte, die kaum über den Meeresspiegel reicht. Die Höhe des festen Landes beträgt etwa 12 Fuß [3,6 Meter], mit Bäumen, die etwa 14 Fuß [4,3 Meter] hoch sind und somit beträgt die höchste Höhe 26 Fuß [7,9 Meter] über dem Meeresspiegel. Die Lagune scheint tief zu sein und hat eine Einfahrt für ein kleines Boot, wenn der Seegang ruhig genug ist, um die Einfahrt zu erlauben. Die Passage liegt im äußersten Südosten *, rechts von zwei Höckern, die anscheinend Sandbänke sind. Die Insel erstreckt sich von Nordost nach Südwest, ist eindreiviertel Meilen lang und eine Meile breit. Wir sahen kein Lebewesen, Vögel ausgenommen, aber in der Umgebung scheint es von Fischen zu wimmeln und es gibt unzählige Haie. Das Wasser war so klar über dem Korallenriff, dass wir noch den Meeresboden wahrnehmen konnten, selbst wenn wir bei 30 Faden [54,8 Meter] Tiefe keine Lotung mehr hatten. In 24 Faden [43,9 Meter] Tiefe hob sich ein Korallenblock am Meeresboden deutlich hervor. Die Korallen hatten die verschiedensten Formen und waren von unterschiedlicher Färbung, überwiegend weiß, gelb und lila, sodass sie den Meeresboden buntscheckig aussehen ließen, aber sie verblassten auch sehr schnell, wenn man sie ablöste. Bei den Lotungen rund um die Insel hatten wir den Eindruck, dass sie, aus einiger Entfernung gesehen, die gekrümmte Form einer flachen Kuppe hatte.“

Der erste Europäer, der Ducie betrat, war der britische Naturforscher und Malakologe Hugh Cuming, der, mit seinem Schiff Discoverer von der Osterinsel kommend, Ducie am 7. Dezember 1827 erreichte.
Unter Berufung auf den Guano Islands Act erhoben die USA ab 1867 Besitzansprüche.
Auf Weisung von Robert Teesdale Simons, dem britischen Konsul von Tahiti und Deputy Commissioner für den Westpazifik von 1894 bis 1908, segelte der Kutter Pitcairn der Adventisten unter dem Kommando von Kapitän G. F. Jones von der Insel Pitcairn nach Oeno, Henderson und Ducie. Am 19. Dezember 1902 hinterließ die Besatzung auf Ducie eine Plakette mit der Aufschrift: „Diese Insel ist eine Kolonie von Pitcairn und Eigentum der britischen Regierung.“
Die erste, gründlich vorbereitete, wissenschaftliche Expedition auf Ducie war die Whitney South Seas Expedition des American Museum of Natural History, deren vorrangiges Ziel das Sammeln von Vogelpräparaten auf verschiedenen Pazifikinseln war. Die Wissenschaftler, die Ducie mit dem Schoner France am 19. März 1922 erreichten, blieben zwölf Tage und führten umfangreiche Studien zur Flora und Fauna durch.
Im August 1937 suchte der britisch-neuseeländische Leichte Kreuzer HMNZS Leander die Inseln Oeno, Ducie und Henderson auf, um den Anspruch der britischen Krone auf die Inseln zu erneuern. Die Besatzung hisste auf Ducie den Union Jack und hinterließ eine Plakette. Das Bordflugzeug fertigte die ersten Luftaufnahmen der Insel, auf deren Grundlage das U.S. Navy Hydrographic Office eine neue Karte der Insel fertigte.
Bisher gab es nur wenige wissenschaftliche Expeditionen nach Ducie. Erwähnenswert sind die National Geographic Society-Oceanic Institute Expedition to Southeast Oceania von 1971, die Operation Raleigh Pacific Island Expedition von 1987 und die Sir Peter Scott Commemorative Expedition to the Pitcairn Islands vom Januar 1991 bis April 1992, die 20 Wissenschaftler verschiedener Disziplinen auch nach Ducie brachte.
Kreuzfahrtschiffe, die auf dem Weg zur Osterinsel sind, passieren das Atoll gelegentlich.